# Alsó-Szászország
Alsó-Szászország (németül: Niedersachsen, alsószász nyelvjárásban: Neddersassen, hollandul: Nedersaksen) szövetségi tartomány Németországban, annak északnyugati részén fekszik. Az ország egyik legfontosabb mezőgazdasági térsége, híres tejtermeléséről, sertés- és baromfitenyésztéséről, valamint burgonya- és spárgatermesztéséről. Emellett itt található a Volkswagen központja Wolfsburgban, a festői Watt-tenger partvidéke, és olyan kulturális központok, mint Hannover és Göttingen. 47 618 km²-es területével Németország második legnagyobb tartománya, ezzel az ország területének mintegy 19%-át fedi le. Közel 8 millió fős lakosságával pedig a szövetség negyedik legnépesebb tagja, ezzel az ország népességének 9,5%-ával rendelkezik.
Nyugatról Hollandia, északról Hamburg, Schleswig-Holstein és Mecklenburg-Elő-Pomeránia, keletről Brandenburg és Szász-Anhalt, délről Türingia, Hessen és Észak-Rajna-Vesztfália határolja. Emellett teljesen körülveszi Brémát is. Székhelye a "Messestadt" is nevezett Hannover, amely elsősorban nemzetközi vásárairól, mint a Hannover Messe, valamint zöld parkjairól és történelmi királyi kertjeiről ismert. De nevezetesebb települései közé tartozik a középkori hercegségi székhely, erős műszaki egyetemmel valamint kutatás és technológia központtal is rendelkező Braunschweig, az egyetemi város és tudományos központ Göttingen, az autóipar egyik központjaként is ismert Wolfsburg és a gazdag középkori eredetű világörökségi helyszínnel rendelkező Hildesheim.
Északon az Északi-tengerrel határos, partvidékét a Watt-tenger és szigetek jellemzik. Területén található a Lüneburger Heide, egy kiterjedt hangafüves vidék. Délen a Harz-hegység nyúlványai emelkednek ki, míg középső részeit alföldek és folyók – mint a Weser és Elba – szabdalják. A táj változatos: tengerpart, lápvidék, síkság és hegyvidék egyaránt megtalálható. Éghajlata mérsékelt óceáni, gyakori esőkkel. Földrajzi sokszínűsége miatt gazdag természetvédelmi területekben és mezőgazdaságra alkalmas földekben.
Történelme szorosan összefonódik a szász hercegségek és a Hanza-szövetség múltjával. A középkorban fontos kereskedelmi központ volt, különösen Bréma és Lübeck városain keresztül. A Hannoveri Hercegség 1692-ben vált nagyhatalommá, és 1814-től a Hannoveri Királyság részeként fontos szerepet játszott az európai politikában. A 19. században Alsó-Szászország több területet is elveszített, de a német egység után 1866-ban Poroszország fennhatósága alá került. Az első világháború után a tartomány a Weimari Köztársaság része lett. A második világháború után, 1946-ban, Alsó-Szászország szövetségi államként alakult meg a német újraegyesítés részeként. Azóta gazdaságilag és kulturálisan fontos szerepet játszik Németországban.

## Nevének eredete
A tartomány neve a germán szász törzsnevéből ered. A szászok a 3. század körül indultak el szülőföldjükről, Holsteinből dél felé, és az Elbát átlépve benépesítették a mai Alsó-Szászország területét, valamint a mai Észak-Rajna–Vesztfália és Szászország egyes részeit.
A középkor végén, a 13. század végén a szász törzsi hercegség felbomlása után alakultak ki a különböző szász területek. A „Niedersachsen” (Alsó-Szászország) elnevezést ekkor kezdték használni, hogy megkülönböztessék a Welf-ház uralta területeket a választófejedelemségtől és a vesztfáliai hercegségtől.

## Címere és zászlaja

### A címer
A címer fehér lovat ábrázol piros háttérben. A szászok lováról van szó, mert ilyen címert a szász nép használt és a mai Észak-Rajna-Vesztfália címerében is megtalálhatjuk ezt a lovat.
Poroszország megszűnése előtt 1946. július 8-án Braunschweig tartomány már kiválasztotta magának a szászok lovát, a Hannoveri tartomány pedig augusztus 23-án tette meg. Amikor a brit kormány Alsó-Szászország tartományt létrehozta, viták kezdődtek arról, hogy inkább több, egykori tartomány címerét vigyék be a hivatalos címerbe. Pedig, bár nem hivatalosan, már a mai zászlót használták. Végül abban egyeztek meg, hogy a címer minél egyszerűbb legyen, mivel Hannover és Braunschweig népessége a tartományok 80 százalékát alkották.

### A zászló
A zászló hátterében Németország zászlaja látható, előtte pedig a címerkép. Az 1951. március 1-jén hatályba lépett Ideiglenes Alsó-Szászországi Alkotmány döntött arról, hogy a II. világháború után létrejött tartomány kapjon zászlót. Ennek a zászlónak semlegesnek kellett lennie, nehogy a tartomány valamelyik egykori része becsapva érezze magát.

## Földrajz
Földrajzi elhelyezkedése

Alsó-Szászországot északon az Északi-tenger, Schleswig-Holstein és Hamburg tartományok határolják. Keleten a Mecklenburg-Elő-Pomeránia és Szász-Anhalt tartományok találhatók, míg a déli határvonalat Türingia, Hessen és Észak-Rajna-Vesztfália tartományok képezik. A nyugati szélek pedig Hollandiával közösek.
Földrajzi egységei

Alsó-Szászország területének legnagyobb részét a már említett hatalmas síkság foglalja el, amelyet Germán-alföldnek neveznek. A nagy sík vidéket több folyó medre is szabdalja. Ilyen folyók az Ems, Weser, Aller és az Elba is. Valamikor kiterjedt mocsár- és lápvidékek jellemezték ezeket a területeket, de mára nagy részüket már lecsapolták. Az egykori mocsárvilág utolsó tanúi közé tartozik a Buortangi-láp.
A szövetségi állam másik nagy tájegysége a Német-középhegység előterének számít. A Wesermenti-hegység, a Teutoburgi erdő és a Harz vonulatai már kissé más arculatot kölcsönöznek Alsó-Szászország délkeleti régiójának. A Harz magaslatai között találjuk a tartomány legmagasabb pontját is, a Wurmberget (971 m).

## Története
A második világháborút követően Alsó-Szászország brit megszállási terület lett. Mai formáját 1946. november 1-jén a brit katonai kormányzat hozta létre az egykori Hannoveri Királyságból, az Oldenburgi Nagyhercegségből, a Braunschweigi Hercegségből és a Schaumburg–Lippei Fejedelemségből. Noha azelőtt ilyen elnevezéssel hivatalosan soha nem létezett Alsó-Szászország, neve azonban már a középkorban ismert volt. Az így létrehozott terület 1947-ben gyarapodott Bréma tartomány jelentős részével, majd 1949-től a független Német Szövetségi Köztársaság része, és annak szövetségi tartománya lett. 1951-ben készítették el a tartomány alkotmányát, és azóta is 6 mandátummal képviseli magát a Bundesratban. 1990-től az egyesült Németország szövetségi tartománya.

## Népesség
A Germán-alföld területei a ritkábban lakottak. A lakosság több mint fele a tartomány délkeleti, hegyvidéki nagyvárosaiban, Göttingenben, Osnabrückben, Braunschweigben és Hannoverben él.

### Nyelvek és nyelvjárások
Alsó-Szászország a hivatalos német nyelven kívül a keleti fríz és az alnémet is elfogadott a hivatali ügyintézésben. A két utóbbi nyelv a regionális vagy kisebbségi nyelvek európai kartája szerint különösen védett.
Köznyelvként főleg a felnémetet használják, mely a 19. századig csak írott nyelvként szolgált. Azután felváltotta a nyelvjárásokat, mint ahogy egész Németországban így történt, illetve történik a nyelvjárásokkal. Korábban még gyakran olyan felnémetet hallhattunk Alsó-Szászországban, amely erős alnémet szubsztrátumra támaszkodott. Ez a köznyelv ma már kihalóban van.
A Bentheim grófság környékén és a Frízföldön a holland is használatos.
A idegen nyelvek közül főleg a török, olasz, szerb, kurd, horvát, albán, görög, orosz és lengyel van jelen Alsó-Szászországban. A NATO csapatai miatt a népesség egy része angolul is beszél.

## Gazdaság
Alsó-Szászország legfontosabb ipari központja a tartományi főváros, Hannover. Fontos iparvárosai még: Braunschweig, Salzgitter, Wolfsburg, Osnabrück, Emden.
A mezőgazdaság már régóta fontos helyet foglal el a tartomány gazdaságában. Főként gabonaféléket és kapásnövényeket termelnek. Az északi és északnyugati részeken homokos a föld, ezért itt fűtermesztéssel foglalkoznak. Délen cukorrépát is termelnek, de jelentős szerepet játszik az állattenyésztés is. A tartomány szolgáltatja az ország tejtermelésének 20%-át (Bajorország után – 30% – a legtöbbet).
A halászat központja Cuxhaven, mely az ország halászati iparának 12%-ával részesedik. Cuxhaven nemcsak fontos halászati kikötő, hanem a halfeldolgozás egyik központja is.
Ásványi kincsekben is gazdag a tartomány. Jelentős a szén, érc, kősó és kálisó bányászata is.
Az előző évszázadok során a bányák sok hasznot hoztak a tartománynak. A Harzban a vasérctermelés volt fontos, Salzgitterben pedig a vaskohászat. Ma már a bányák kevésbé nyereségesek.
Atomerőművei (Lingen, Stade, Würgessen) az 1980-as évek adatai szerint már akkor 7,6 milliárd kilowattórta energiát termeltek, s a fogyasztás több mint felét biztosították.
A másik fontos energiahordozó az olaj, mely a wilhelmshaveni olajkikötőből kiinduló északnyugati olajvezeték útján jut el a fogyasztókhoz és Emden, Lingen, Salzbergen, és Misburg olajfinomítóihoz. Itt termelik az ország olajának 94, földgázának pedig 90%-át. Az Európai Unió is hasznot húz a tartomány nyersolajából.

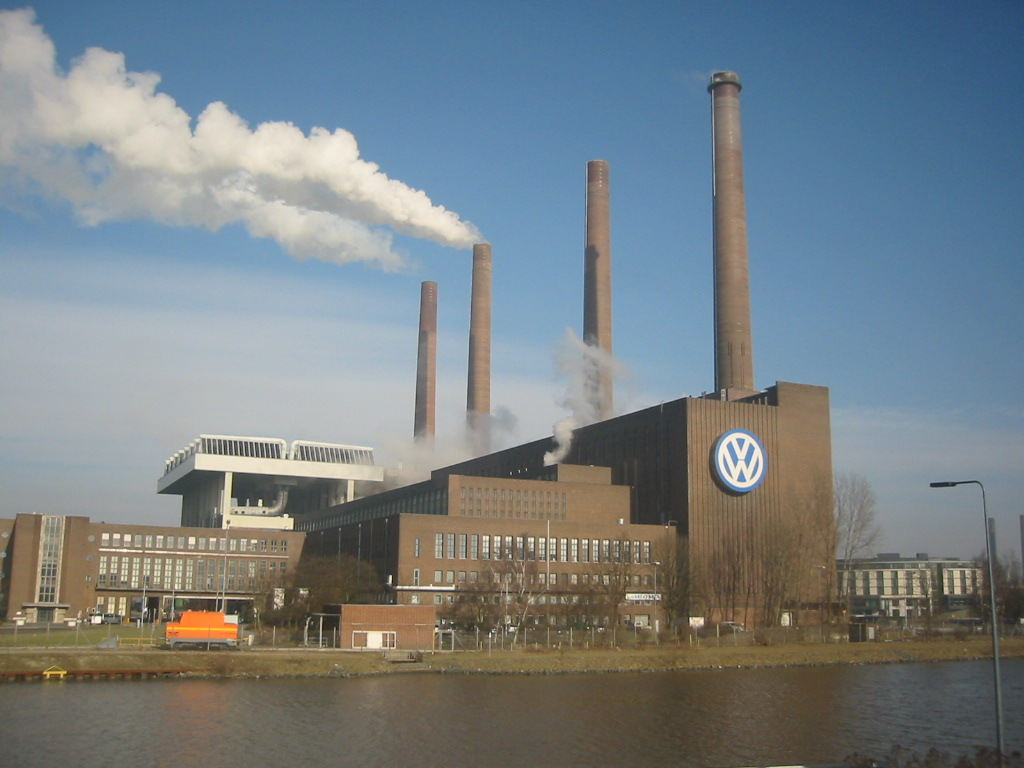
Volkswagen gyár Wolfsburgban

A gyárak is fontos szerepet játszanak a gazdaságban. Főként a gépkocsiipar, az élelmiszer feldolgozás, a gépgyártás és az elektrotechnika, a textilgyártás és a fémfeldolgozó ipar fejlődése volt gyors ütemű. A legnagyobb termelő a Volkswagen, öt üzemegységgel. Jelen van továbbá a hajó- és repülőgépgyártás, a biotechnológia és az acélnemesítés.
Az 1970-es évek óta a szolgáltatás a gazdaság fontos részévé vált. Ma főként a turizmus (például a hannoveri TUI), a kereskedelem és a távközlés játszik kiemelkedő szerepet.

## Közigazgatás

Alsó-Szászország közigazgatási beosztása

### Közigazgatási egységek
Alsó-Szászország tartomány 38 járásra (Landkreis) és 8 járási jogú városra (kreisfreie Stadt) van felosztva.

#### Járások
Alsó-Szászországhoz jelenleg a következő járások tartoznak:
| 1. Ammerland 2. Aurich 3. Celle 4. Cloppenburg 5. Cuxhaven 6. Diepholz 7. Emsland 8. Frízland 9. Gifhorn 10. Goslar 11. Göttingen 12. Grafschaft Bentheim 13. Hameln-Pyrmont | 1. Hannover 2. Harburg 3. Heidekreis 4. Helmstedt 5. Hildesheim 6. Holzminden 7. Leer 8. Lüchow-Dannenberg 9. Lüneburg 10. Nienburg 11. Northeim 12. Oldenburg 13. Osnabrück | 1. Osterholz 2. Osterode 3. Peine 4. Rotenburg 5. Schaumburg 6. Stade 7. Uelzen 8. Vechta 9. Verden 10. Wesermarsch 11. Wittmund 12. Wolfenbüttel |

#### Járási jogú városok
1. Braunschweig
2. Delmenhorst
3. Emden
4. Oldenburg
5. Osnabrück
6. Salzgitter
7. Wilhelmshaven
8. Wolfsburg

### Legnagyobb városok
|    | Város         | Körzet         | Lakosok száma 2000. december 31. | Lakosok száma 2005. június 30. |
| -- | ------------- | -------------- | -------------------------------- | ------------------------------ |
| 1  | Hannover      | Hannover régió | 515 001                          | 515 772                        |
| 2  | Braunschweig  | körzeti jogú   | 245 816                          | 245 895                        |
| 3  | Osnabrück     | körzeti jogú   | 164 101                          | 164 066                        |
| 4  | Oldenburg     | körzeti jogú   | 154 832                          | 162 341                        |
| 5  | Göttingen     | Göttingen      | 124 132                          | 121 865                        |
| 6  | Wolfsburg     | körzeti jogú   | 121 805                          | 121 829                        |
| 7  | Salzgitter    | körzeti jogú   | 112 302                          | 108 340                        |
| 8  | Hildesheim    | Hildesheim     | 103 909                          | 102 767                        |
| 9  | Wilhelmshaven | körzeti jogú   | 85 287                           | 83 765                         |
| 10 | Delmenhorst   | körzeti jogú   | 76 644                           | 76 046                         |
| 11 | Lüneburg      | Lüneburg       | 67 398                           | 71 532                         |
| 12 | Celle         | Celle          | 72 127                           | 71 402                         |

|    | Város        | Körzet              | Lakosok száma 2000. december 31. | Lakosok száma 2005. június 30. |
| -- | ------------ | ------------------- | -------------------------------- | ------------------------------ |
| 13 | Garbsen      | Hannover Régió      | 63 269                           | 62 960                         |
| 14 | Hameln       | Hameln-Pyrmont      | 58 807                           | 58 789                         |
| 15 | Wolfenbüttel | Wolfenbüttel        | 54 690                           | 54 537                         |
| 16 | Nordhorn     | Grafschaft Bentheim | 51 968                           | 53 026                         |
| 17 | Cuxhaven     | Cuxhaven            | 53 391                           | 52 384                         |
| 18 | Emden        | körzeti jogú        | 50 963                           | 51 719                         |
| 19 | Lingen       | Emsland             | 51 684                           | 51 318                         |
| 20 | Langenhagen  | Hannover Régió      | 49 432                           | 50 613                         |
| 21 | Peine        | Peine               | 49 494                           | 49 885                         |
| 22 | Melle        | Osnabrück           | 45 390                           | 48 600                         |
| 23 | Stade        | Stade               | 44 929                           | 45 928                         |
| 24 | Laatzen      | Hannover Régió      |                                  | 42 260                         |

## Híres emberek
- Gottfried Wilhelm Leibniz (1646–1726), matematikus, fizikus
- Carl Friedrich Gauss (1777–1855), matematikus, csillagász
- August Heinrich Hoffmann von Fallersleben (1798–1874), költő
- Robert Wilhelm Bunsen (1811–1899), természettudós
- Ernst Werner von Siemens (1816–1892), feltaláló és vállalkozó
- Wilhelm Busch (1832–1908), rajzoló és író
- Robert Koch (1843–1910), orvos, bakteriológus
- Otto Hahn (1879–1968), Nobel-díjas kémikus

## Turizmus

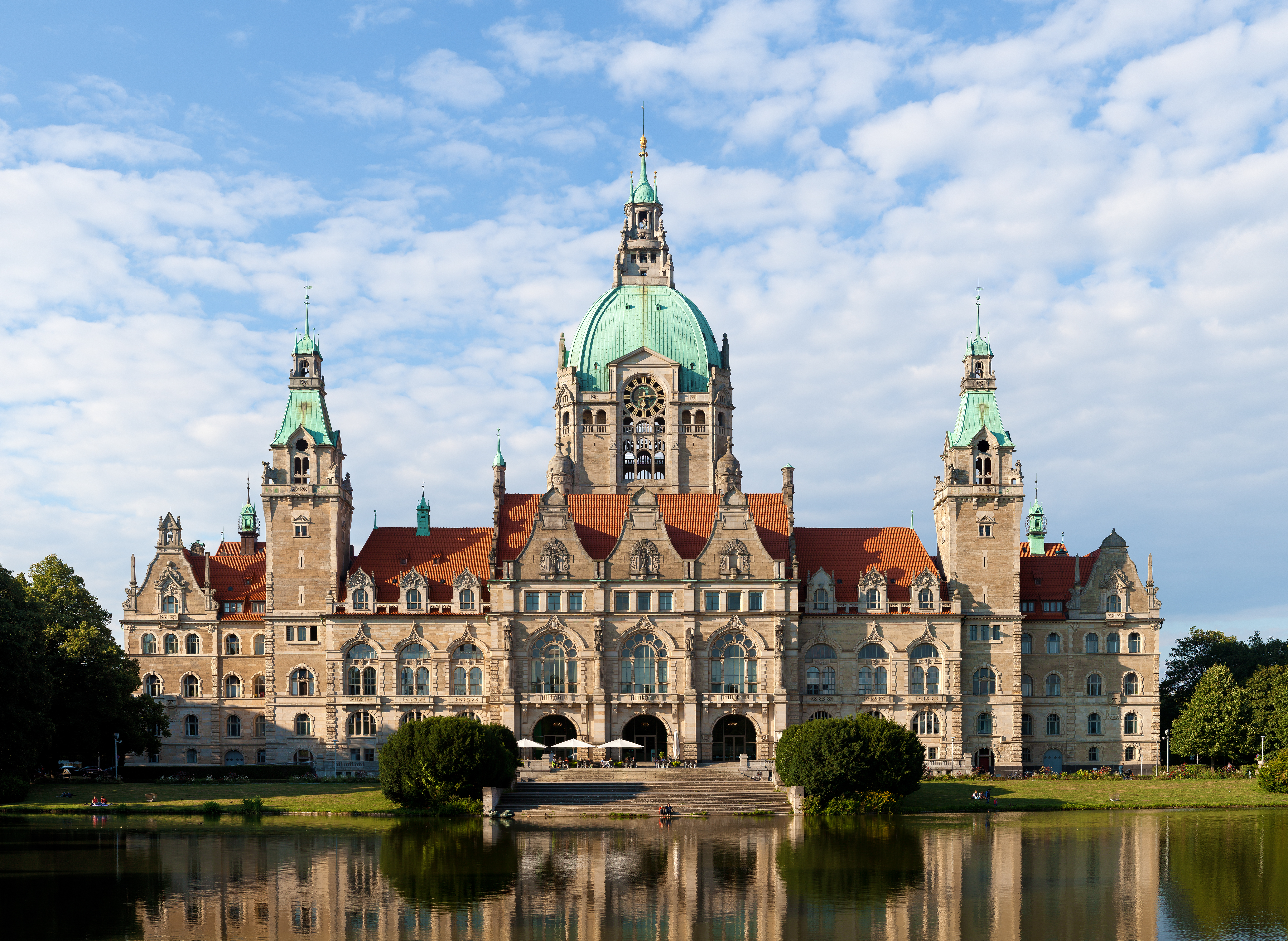
Hannover, a székhely
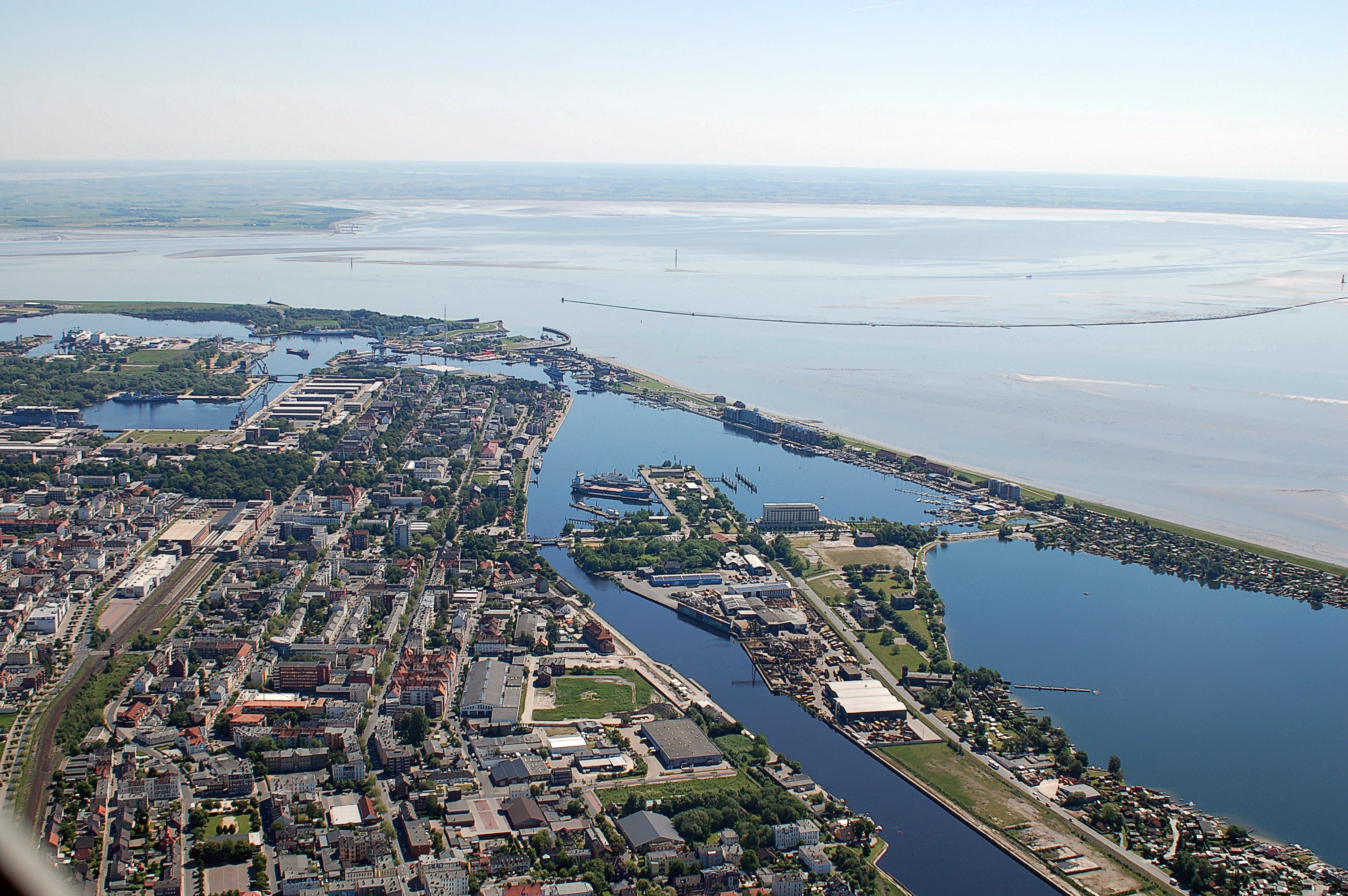
Wilhelmshaven az Északi-tengerrel
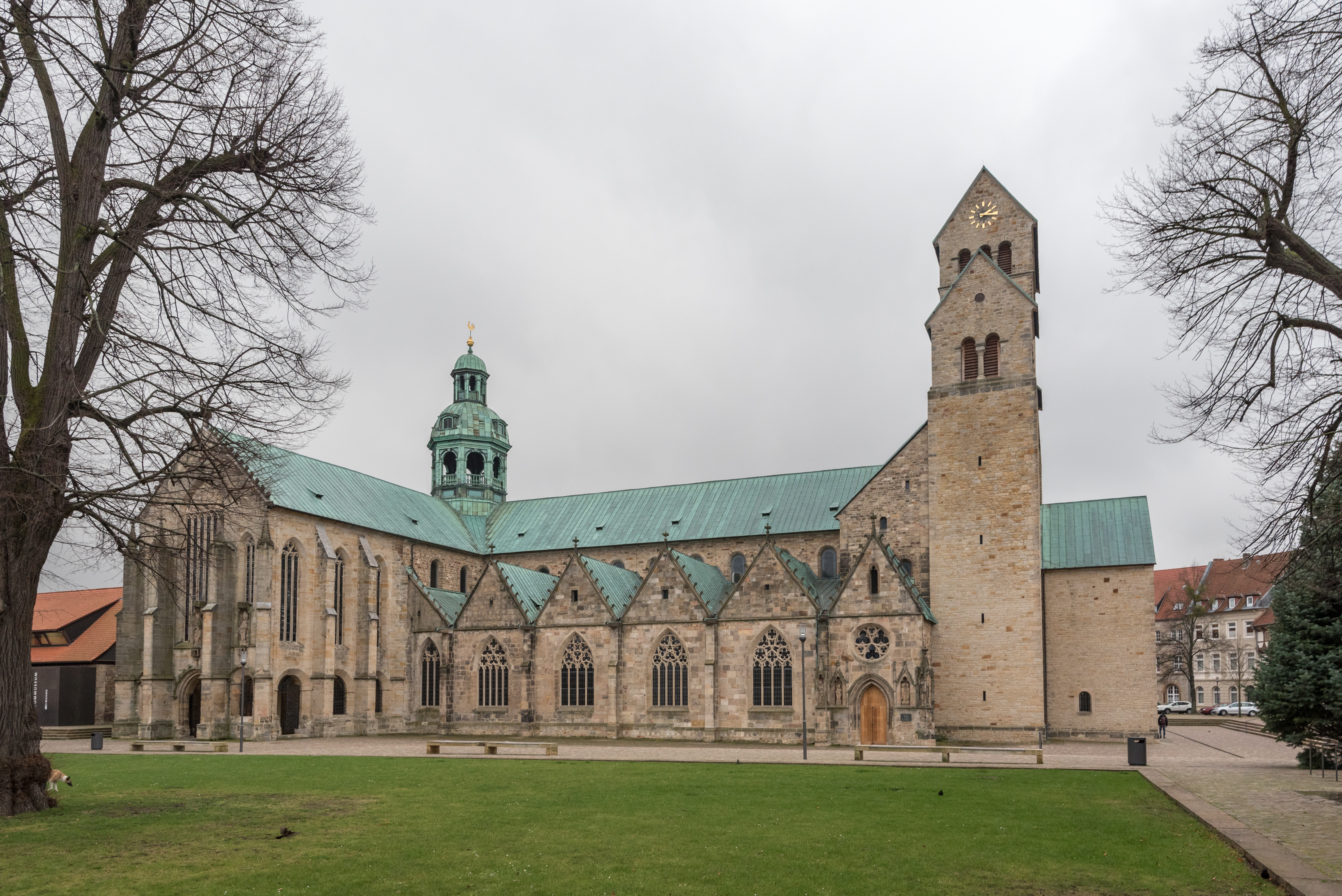
A hildesheimi dóm
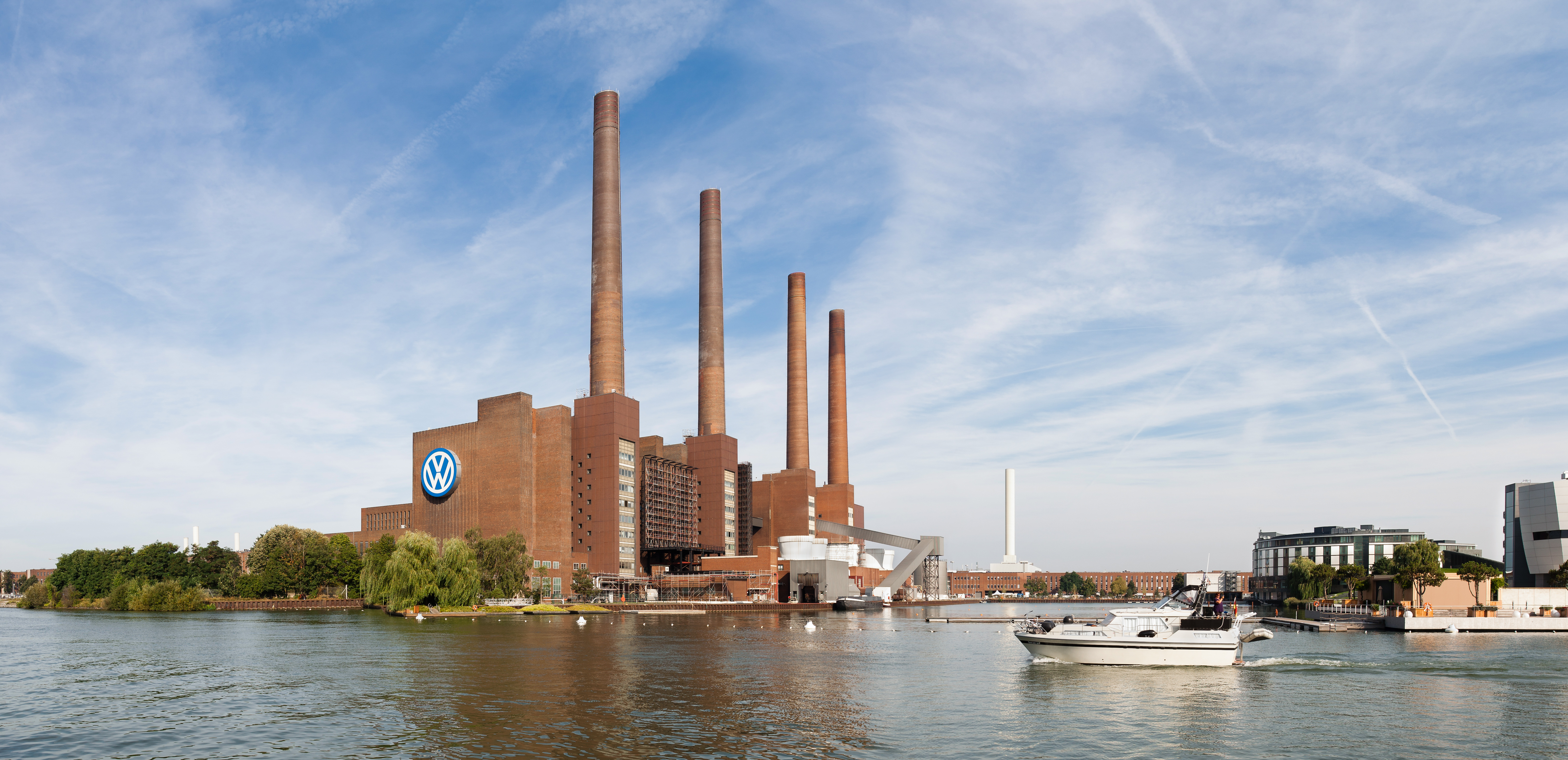
A VW wolfsburgi gyára
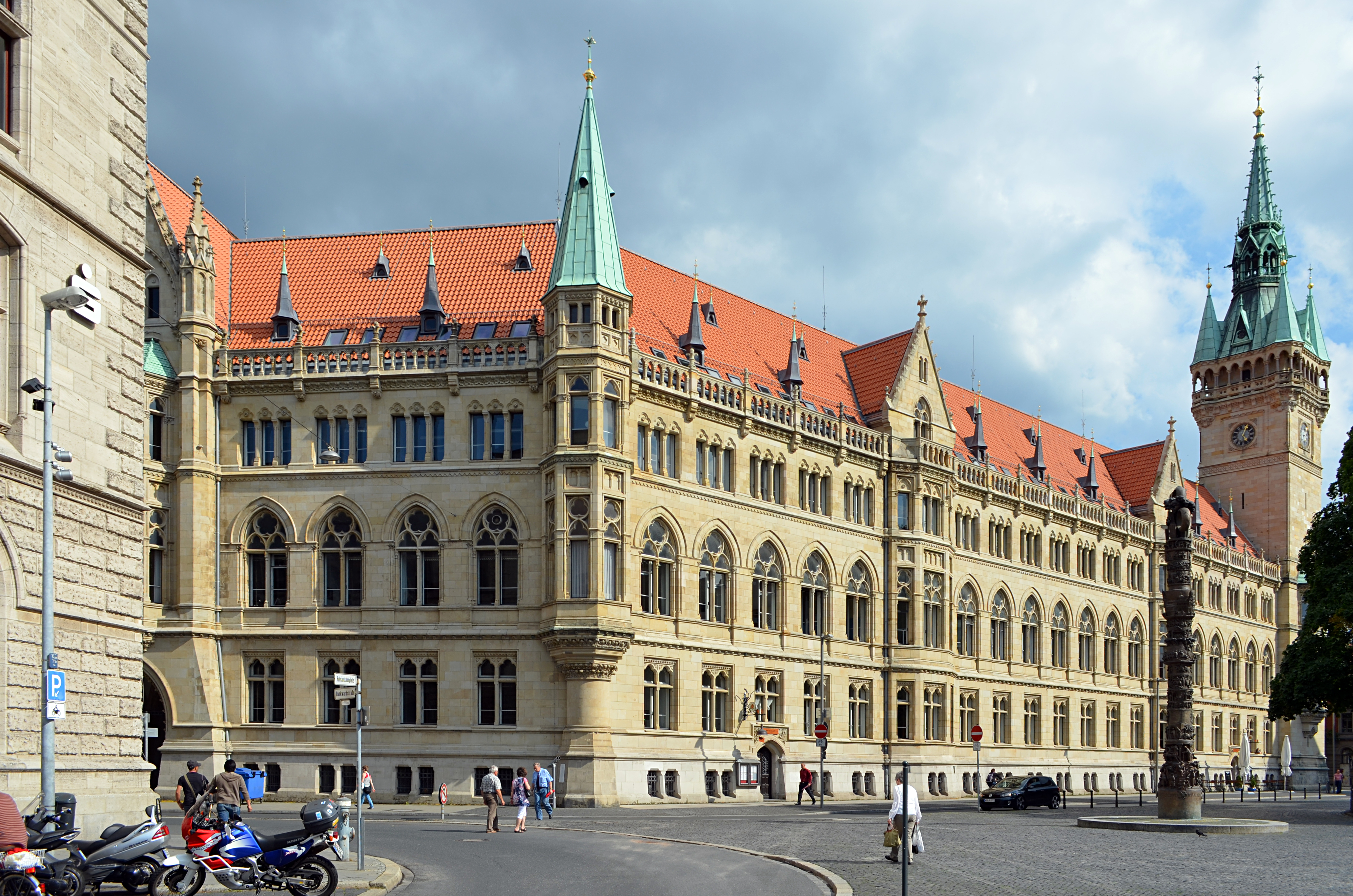
A városháza Braunschweig városában

## Fordítás
- Ez a szócikk részben vagy egészben  a   Niedersachsen című német Wikipédia-szócikk ezen változatának fordításán alapul.  Az eredeti cikk szerkesztőit annak laptörténete sorolja fel. Ez a jelzés csupán a megfogalmazás eredetét és a szerzői jogokat jelzi, nem szolgál a cikkben szereplő információk forrásmegjelöléseként.